# Брана
 Тази статия е за земеделското устройство.  За пространствения обект вижте Брана (теория на струните).  
Браната е земеделско устройство, предназначено за брануване – обработка на почвата, извършвана обикновено след оран, за да се раздроби и заглади почвената повърхност и да стане по-удобна за сеитба. По-редки брани може да се използват и за отстраняване на плевели или за заравяне на семената след сеитба.
Браните се отличават както от плуговете, които се врязват в повърхностните 12 до 25 сантиметра на почвата, образувайки бразди, така и от мотофрезите, с които се обработват за отстраняване на плевелите само отделни ивици между насажденията.